# Fan (Ronnie Flex & Famke Louise)
Fan is een Nederlandstalig nummer van rapper Ronnie Flex en zangeres Famke Louise uit 2018.
Na een ontmoeting tussen Ronnie Flex en Famke Louise in de afkickkliniek waar Flex toentertijd zat besloten de twee om een keer samen te gaan werken. Dit kwam mede doordat Famke Louise veel negatieve reacties op haar eerdere nummers, waaronder Op me monnie, kreeg en Ronnie Flex dit onterecht vond.
Dit resulteerde in de single Fan, wat een grote hit werd in Nederland. Voor het eerst haalde Famke Louise de Nederlandse Top 40 (4e positie), de 1e positie in de Nederlandse Mega Top 50, de 1e positie in de Nederlandse Single Top 100 en de 48e positie in de Vlaamse Ultratop 50.

## Achtergrond
Het nummer heeft een videoclip dat gelijkenissen toont met het nummer Bound 2 van Kanye West. In het nummer komen tevens onderdelen voor uit een eerder liedje van Flex met Maan de Steenwinkel genaamd Blijf Bij Mij en uit het nummer Op me monnie van Famke Louise zelf.
Het nummer werd binnen één dag ruim vijfhonderdduizend keer via YouTube bekeken en online ruim 1 miljoen keer gestreamd. Het nummer werd uiteindelijk onderscheiden met een platina plaat.

## Hitnoteringen

### Nederlandse Top 40
| Hitnotering: 10-03-2018 t/m 12-05-2018 | Hitnotering: 10-03-2018 t/m 12-05-2018 | Hitnotering: 10-03-2018 t/m 12-05-2018 | Hitnotering: 10-03-2018 t/m 12-05-2018 | Hitnotering: 10-03-2018 t/m 12-05-2018 | Hitnotering: 10-03-2018 t/m 12-05-2018 | Hitnotering: 10-03-2018 t/m 12-05-2018 | Hitnotering: 10-03-2018 t/m 12-05-2018 | Hitnotering: 10-03-2018 t/m 12-05-2018 | Hitnotering: 10-03-2018 t/m 12-05-2018 | Hitnotering: 10-03-2018 t/m 12-05-2018 | Hitnotering: 10-03-2018 t/m 12-05-2018 |
| Week:                                  | 1                                      | 2                                      | 3                                      | 4                                      | 5                                      | 6                                      | 7                                      | 8                                      | 9                                      | 10                                     |                                        |
| -------------------------------------- | -------------------------------------- | -------------------------------------- | -------------------------------------- | -------------------------------------- | -------------------------------------- | -------------------------------------- | -------------------------------------- | -------------------------------------- | -------------------------------------- | -------------------------------------- | -------------------------------------- |
| Positie:                               | 34                                     | 6                                      | 4                                      | 5                                      | 9                                      | 16                                     | 19                                     | 26                                     | 35                                     | 36                                     | uit                                    |

### NederlandseMega Top 50
| Hitnotering: 10-03-2018 t/m 12-05-2018 | Hitnotering: 10-03-2018 t/m 12-05-2018 | Hitnotering: 10-03-2018 t/m 12-05-2018 | Hitnotering: 10-03-2018 t/m 12-05-2018 | Hitnotering: 10-03-2018 t/m 12-05-2018 | Hitnotering: 10-03-2018 t/m 12-05-2018 | Hitnotering: 10-03-2018 t/m 12-05-2018 | Hitnotering: 10-03-2018 t/m 12-05-2018 | Hitnotering: 10-03-2018 t/m 12-05-2018 | Hitnotering: 10-03-2018 t/m 12-05-2018 | Hitnotering: 10-03-2018 t/m 12-05-2018 | Hitnotering: 10-03-2018 t/m 12-05-2018 |
| Week:                                  | 1                                      | 2                                      | 3                                      | 4                                      | 5                                      | 6                                      | 7                                      | 8                                      | 9                                      | 10                                     |                                        |
| -------------------------------------- | -------------------------------------- | -------------------------------------- | -------------------------------------- | -------------------------------------- | -------------------------------------- | -------------------------------------- | -------------------------------------- | -------------------------------------- | -------------------------------------- | -------------------------------------- | -------------------------------------- |
| Positie:                               | 3                                      | 1                                      | 3                                      | 7                                      | 15                                     | 22                                     | 28                                     | 33                                     | 35                                     | 38                                     | uit                                    |

### NederlandseSingle Top 100
| Hitnotering: 10-03-2018 t/m 16-06-2018 | Hitnotering: 10-03-2018 t/m 16-06-2018 | Hitnotering: 10-03-2018 t/m 16-06-2018 | Hitnotering: 10-03-2018 t/m 16-06-2018 | Hitnotering: 10-03-2018 t/m 16-06-2018 | Hitnotering: 10-03-2018 t/m 16-06-2018 | Hitnotering: 10-03-2018 t/m 16-06-2018 | Hitnotering: 10-03-2018 t/m 16-06-2018 | Hitnotering: 10-03-2018 t/m 16-06-2018 | Hitnotering: 10-03-2018 t/m 16-06-2018 | Hitnotering: 10-03-2018 t/m 16-06-2018 | Hitnotering: 10-03-2018 t/m 16-06-2018 | Hitnotering: 10-03-2018 t/m 16-06-2018 | Hitnotering: 10-03-2018 t/m 16-06-2018 | Hitnotering: 10-03-2018 t/m 16-06-2018 | Hitnotering: 10-03-2018 t/m 16-06-2018 | Hitnotering: 10-03-2018 t/m 16-06-2018 |
| Week:                                  | 1                                      | 2                                      | 3                                      | 4                                      | 5                                      | 6                                      | 7                                      | 8                                      | 9                                      | 10                                     | 11                                     | 12                                     | 13                                     | 14                                     | 15                                     |                                        |
| -------------------------------------- | -------------------------------------- | -------------------------------------- | -------------------------------------- | -------------------------------------- | -------------------------------------- | -------------------------------------- | -------------------------------------- | -------------------------------------- | -------------------------------------- | -------------------------------------- | -------------------------------------- | -------------------------------------- | -------------------------------------- | -------------------------------------- | -------------------------------------- | -------------------------------------- |
| Positie:                               | 1                                      | 1                                      | 1                                      | 6                                      | 10                                     | 11                                     | 16                                     | 27                                     | 26                                     | 38                                     | 49                                     | 63                                     | 84                                     | 87                                     | 91                                     | uit                                    |

### Vlaamse Ultratop 50
| Hitnotering: 10-03-2018 t/m 17-03-2018 | Hitnotering: 10-03-2018 t/m 17-03-2018 | Hitnotering: 10-03-2018 t/m 17-03-2018 | Hitnotering: 10-03-2018 t/m 17-03-2018 |
| Week:                                  | 1                                      | 2                                      |                                        |
| -------------------------------------- | -------------------------------------- | -------------------------------------- | -------------------------------------- |
| Positie:                               | 48                                     | 48                                     | uit                                    |